# سفارة سلوفينيا في البوسنة والهرسك
سفارة سلوفينيا في البوسنة والهرسك هي أرفع تمثيل دبلوماسي لدولة سلوفينيا لدى البوسنة والهرسك. تقع السفارة في وهي تهدف لتعزيز المصالح السلوفينية في البوسنة والهرسك.

## وصلات خارجية
- الموقع الرسمي
- قائمة سفارات سلوفينيا
- قائمة السفارات في البوسنة والهرسك